# Tina Periša
Tina Periša, po mężu Tanasilović (ur. 15 listopada 1984 w Szybeniku) – chorwacka koszykarka grająca na pozycji rozgrywającej, reprezentantka kraju.

## Osiągnięcia
Na podstawie, o ile nie zaznaczono inaczej.

### Drużynowe
- Mistrzyni:
  - Ligi Adriatyckiej (2008)
  - Chorwacji (2003, 2008)
  - Bośni i Hercegowiny (2011)
- Wicemistrzyni:
  - Ligi Adriatyckiej (2002–2004)
  - Chorwacji (2004)
- Zdobywczyni pucharu:
  - Chorwacji (2002, 2004, 2008)
  - Bośni i Hercegowiny (2010)
- Finalistka Pucharu Chorwacji (2001, 2003)
- Uczestniczka międzynarodowych rozgrywek:
  - Eurocup (2008/2009, 2010/2011)
  - Pucharu Ronchetti (2000–2002)
  - FIBA Europe Cup (2001–2003)

### Indywidualne
- Uczestniczka meczu gwiazd Ligi Adriatyckiej (2007)

### Reprezentacja
Seniorska
- Brązowa medalistka igrzysk śródziemnomorskich (2009)
- Uczestniczka:
  - mistrzostw Europy (2007 – 13. miejsce)
  - kwalifikacji do Eurobasketu (2009)

Młodzieżowe
- Uczestniczka:
  - mistrzostw:
    - świata U–21 (2003 – 4. miejsce)
    - Europy:
      - U–20 (2002 – 6. miejsce, 2004 – 8. miejsce)
      - U–18 (2002 – 8. miejsce)

  - kwalifikacji do mistrzostw Europy:
    - U–20 (2004)
    - U–18 (2002)